# Tipli
Tipli s.r.o. je česká společnost provozující internetový cashback portál se sídlem v Praze.

## O projektu
Zakladatelem společnosti Tipli s.r.o. je investiční společnost Wasa Group, která vlastní 70% podíl společnosti. Druhým zakladatelem je se 30% podílem internetový podnikatel Michal Hardyn.
Společnost působí na českém trhu na internetové adrese Tipli.cz od října 2016. Nahradila cashbackový portál Erabat, který na českém trhu působil od roku 2012.

## Zahraniční expanze a akvizice
Od prosince 2016 působí také na slovenském trhu na adrese Tipli.sk. Slovenská verze stránky spolupracuje s více než 350 e-shopy. V červnu roku 2017 vstoupil portál Tipli do Polska.
V roce 2017 proběhla akvizice portálu Moře financí, který svým uživatelům zajišťoval online správu osobních financí. O rok později portál Tipli koupil server PestryJidelnicek.cz, který nabízí sestavení jídelníčku a recepty na míru. Server PestryJidelnicek.cz měl v době prodeje ve své databázi kolem 1 milionu registrovaných uživatelů.

## Služby
Fungování internetové stránky je podobně jako u jiných cashback portálů na základě spolupráce s eshopy ve formě provizního affiliate marketingu. Portál dostane od e-shopu odměnu za zákazníkův nákup a cashbacková služba se následně s kupujícím rozdělí o výdělek s kupujícím. Výhodou cashback řešení portálu je, že dokáže stimulovat návštěvnost eshopu a aktivně jej propagovat.
Obchodní model je možné přirovnat k alternativě za věrnostní program. Eshop prostřednictvím spolupráce s cashback portálem získá řešení pro odměňování svých zákazníků.
Projekt spolupracuje na nabídce cashbacku s 600 obchody. Mezi obchody nabízející cashback na Tipli patří například ZOOT, Vivantis, Bonprix, Tchibo, Astratex a Kasa.cz. Mezi partnery cashback portálu patří také banky.
V roce 2019 se cashback portál Tipli umístil v historicky prvním ročníku ankety Zonky Innovation Awards, která oceňuje moderní technologie, na 1. místě v kategorii Správce financí.